# Nickelodeon Kids’ Choice Awards 1996
9. gala Nickelodeon Kids’ Choice Awards odbyła się 11 maja 1996 roku. Prowadzącymi galę były Whitney Houston i Rosie O’Donnell.

## Prowadzące
- Whitney Houston
- Rosie O’Donnell

## Nominacje

### Film

#### Najlepszy aktor
- Jim Carrey (Ace Ventura: Zew natury) (Zwycięstwo)
- Tom Hanks (Apollo 13)
- Robin Williams (Jumanji)
- Jonathan Taylor Thomas (Tom i Huck)

#### Najlepsza aktorka
- Mary-Kate i Ashley Olsen (Czy to ty, czy to ja) (Zwycięstwo)
- Nicole Kidman (Batman Forever)
- Alicia Silverstone (Clueless)
- Kirstie Alley (Czy to ty, czy to ja)

#### Najlepsze zwierzę
- Keiko (Uwolnić orkę 2) (Zwycięstwo)
- Małpka Marcel (Przyjaciele)
- Świnka Babe (Babe)
- Goryl Amy (Congo)

#### Najlepszy film
- Ace Ventura: Zew natury (Zwycięstwo)
- Batman Forever
- Kacper
- Toy Story

### Telewizja

#### Najlepsza kreskówka
- Pełzaki (Zwycięstwo)
- Animaniacy
- Doug Zabawny
- Simpsonowie

#### Najlepszy aktor telewizyjny
- Tim Allen (Pan Złota Rączka) (Zwycięstwo)
- Jaleel White (Family Matters)
- Martin Lawrence (Martin)
- Will Smith (Bajer z Bel-Air)

#### Najlepsza aktorka telewizyjna
- Tia Mowry i Tamera Mowry (Jak dwie krople czekolady) (Zwycięstwo)
- Queen Latifah (Living Single)
- Roseanne (Roseanne)
- Tatyana Ali (Bajer z Bel-Air)

#### Najlepszy serial
- Pan Złota Rączka (Zwycięstwo)
- Family Matters
- Jak dwie krople czekolady
- Bajer z Bel-Air

### Pozostałe kategorie

#### Najlepsza gra wideo
- Donkey Kong Country (Zwycięstwo)
- Ms. Pac-Man
- Tiny Toon Adventures: Buster Busts Loose
- X-Men: Children of the Atom